# Хрвојев мисал
Хрвојев мисал је илуминирани рукопис великог војводе босанског Хрвоја Вукчића Хрватинића из 15. века (око 1404. године). Писан је на глагољици.

## Историја
Хрвојев мисал настао је почетком 15. века, око 1404. године, у Сплиту. Тамо га је по наредби Хрвоја Вукчића израдио свештеник глагољаш Бутко за цркву Светог Миховила у Сплиту, о чему сведочи и једна велика минијатура тог свеца, док је минијатуриста остао непознат. Дуго времена није се знало где се налази оригинал мисала. Први пут је научна јавног била упозорена на њега 1849/50. и 1854. године, а критичко издање Ватрослава Јагића објављено је 1891. године. Мисал је 1963. године поново открила Мара Харисијадис у палати Топкапи Сарају у Истанбулу, где је вероватно доспео након османског освајања Балканског полуострва. Друга претпоставка је да се налазио у чувеној Корвинијани, библиотеци угарског краља Матије Корвина у Будиму. Ово је мање вероватна претпоставка јер се мисал не спомиње ни у једном инвентару књига те библиотеке. Кодекс садржи 96 минијатура и преко 380 иницијала. Факсимилно издање у боји са латиничном транслитерацијом и поређењем са још три глагољашка мисала издато је 1973. године у Загребу. Мисал има 247 пергаментних листова величине 306 х 225 mm, са 380 иницијала, 96 минијатура и нотним записом. Календар који се налази у њему украшен је алегоријама месеци и приказом свакодневних активности. Основне боје свих слика су црвена, зелена и плава, са позлатом на неким местима. Најпознатија минијатура је минијатура самог војводе Хрвоја на белом коњу, у маниру тадашњих витезова. Поред тога, значајна је и представа херцеговог грба. Мисал је некада био увезен у драгоцене корице (вероватно од злата), али је од 19. века у једноставном кожном увезу.